# Ivar Fredholm
Pour les articles homonymes, voir Fredholm.
Ivar Fredholm (7 avril 1866 à Stockholm - 17 août 1927) est un mathématicien suédois, qui a étudié les équations intégrales et la théorie spectrale.

## Biographie
Son père, Ludvig Fredholm, est un commerçant ayant fait fortune en remplaçant les lampes à gaz par les premières lampes électriques.
Après avoir réussi le baccalauréat en 1885, Fredholm passe un an à la Kungliga tekniska högskolan de Stockholm ; il en gardera toujours le goût pour les mathématiques appliquées. Ensuite, il entre à l'Université d'Uppsala. Il réussit le Master de sciences en 1888. Souhaitant étudier avec Mittag-Lefler qui enseignait à l'Université de Stockholm, il suit les cours de ce dernier, tout en restant inscrit à Uppsala.
En 1890 paraît sa première publication On a Special Class of Functions à l'Académie royale des sciences de Suède. Il présente une fonction analytique dans le disque unité, indéfiniment différentiable sur le disque fermé, mais qui n'admet pas de prolongement analytique hors du disque. Le résultat va plus loin que les exemples antérieurs donnés par Mittag-Leffler et Weierstrass. L'origine de ce travail vient de l'étude de l'équation de la chaleur. L'article initial contient une erreur, qui est corrigée.
Le 30 mai 1893, Fredholm devient Ph.D. de l'université d'Uppsala et le 31 mai 1898, il y est reçu Docteur ès sciences.
Fredholm est surtout connu pour ses travaux sur les équations intégrales et la théorie spectrale.
Une grosse partie de ses recherches s'est faite en 1899, lorsqu'il est allé à Paris étudier le problème de Dirichlet avec Poincaré, Émile Picard, et Hadamard. Un premier rapport est apparu en 1900, intitulé Sur une nouvelle méthode pour la résolution du problème de Dirichlet. Riemann, Schwarz, Carl Neumann et Poincaré avaient étudié la question, qui était maintenant posée sous forme d'une équation intégrale.
Les apports de Fredholm furent rapidement connus des mathématiciens, après que Holmgren exposa en 1901 à l'Université de Göttingen la théorie de Fredholm. Hilbert comprend rapidement l'importance des travaux de Fredholm. Pendant le premier quart du XXe siècle, la théorie des équations intégrales reste un sujet de recherche essentiel. En 1903, Fredholm publie la version complète de sa théorie dans les Acta Mathematica. Hilbert généralise sa théorie pour y inclure la théorie des valeurs propres, ce qui le conduit à la notion d'espace de Hilbert.
En 1906, Fredholm obtient la chaire de mécanique et physique mathématique de l'université de Stockholm. En 1909-1910, il devient vice-doyen, puis doyen de l'Université de Stockholm. Le 31 mai 1911, il épouse Agnes Maria Liljeblad, fille de pasteurs protestants. Il a alors 45 ans.
Fredholm a reçu de nombreuses récompenses pour ses travaux en mathématiques, comme en 1903 le Prix V.-A.-Wallmark, en 1908, l'Académie des sciences de Paris lui décerne le Prix Poncelet. En 1909, il est reçu docteur honoris causa de l'Université de Leipzig.
Fredholm meurt le 17 août 1927 à Danderyd.